# Martiri di Ebstorf
I martiri di Ebstorf sono i numerosi membri dell'esercito di Luigi III di Francia che perirono in guerra nella battaglia della landa di Luneburgo, contro gli invasori pagani della grande armata danese.
I morti, caduti per difendere la popolazione cristiana locale, furono sepolti presso il monastero di Ebstorf, dove si sviluppò il loro culto.
Oltre a quello di san Bruno di Sassonia, il duca alla testa dell'armata, gli unici altri nomi dei martiri che ci sono pervenuti sono quelli di due dei quattro vescovi che caddero assieme ai soldati, Marquardo di Hildesheim e Teodorico di Minden. Inoltre è commemorato come martire Lotario I di Stade.
La commemorazione dei martiri di Ebstorf, la cui ricorrenza cade il 2 febbraio, non è mai stata inserita nel Martirologio Romano.